# Chemins de Fer Luxembourgeois
A CFL a Société Nationale des Chemins de Fer Luxembourgeois (magyarul Luxemburgi Államvasutak) rövidítése, Luxembourg nemzeti vasúttársasága.

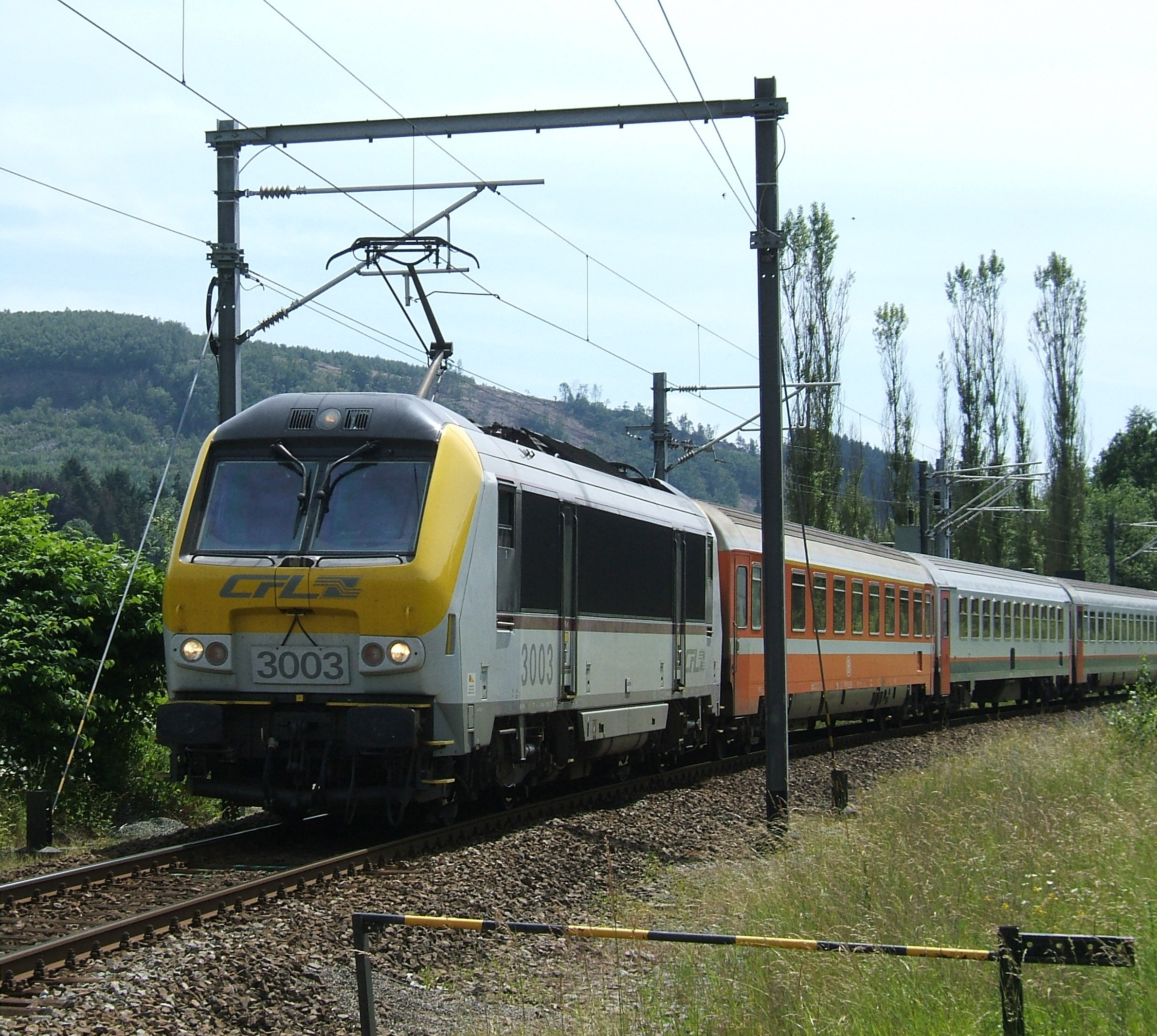
CFL 3000 villanymozdony a 3003-as Luxembourg-Liége (Belgium) vonattal Vielsalm-ban 2006. június 24-én

## CFL hálózat

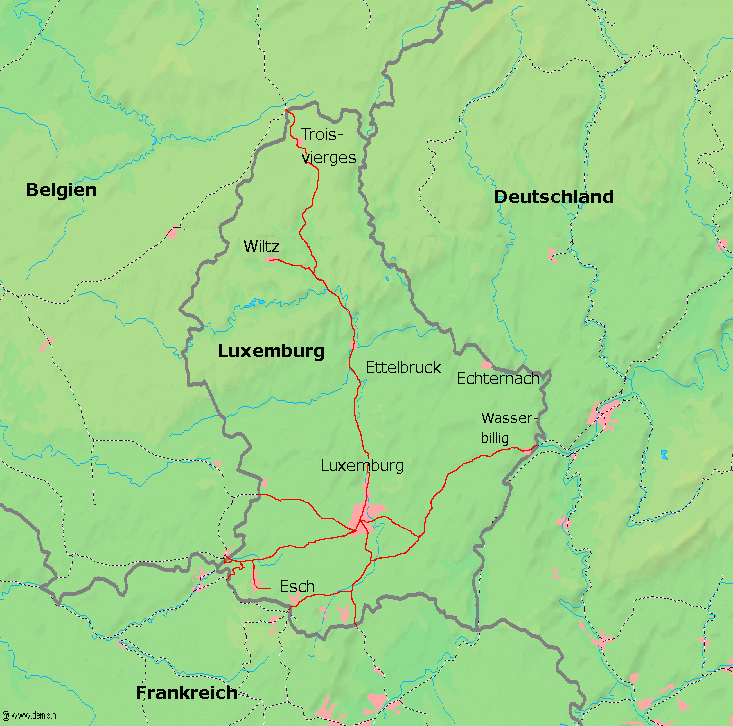
Luxemburg vasúthálózata

A hálózat hossza 274 km, normál nyomtávolságú, ebből 201 km villamosított 25 kV 50 Hz-cel, illetve és 19 km villamosított 3000 V egyenárammal.
A hálózat az alábbi vonalakból áll:

### Line 10
- Luxembourg
- Dommeldange
- Walferdange
- Heisdorf
- Lorentzweiler
- Lintgen
- Mersch
- Chruchten
- Colmar-Berg
- Schieren
- Ettelbruck
  - Diekirch
- Michelau
- Goebelsmuhle
- Kautenbach
  - Merkholtz
  - Paradiso
  - Wiltz
- Wilwerwiltz
- Drauffelt
- Clervaux
- Maulusmuhle
- Troisvierges
- Gouvy (Belgium)

### Line 30
- Luxembourg
- Cents-Hamm
- Sandweiler-Contern
- Oertrange
- Munsbach
- Roodt
- Betzdorf
- Wecker
- Manternach
- Mertert
- Wasserbillig
- Trier
- Schweich (Németország)
- Trier (Németország)

### Line 50
- Luxembourg
- Bertrange-Strassen
- Mamer Lycée
- Mamer
- Capellen
- Kleinbettingen
- Arlon (Belgium)

### Line 60
- Luxembourg
- Berchem
- Bettembourg
  -     - Thionville (Francia)

  - Dudelange-Burange
  - Dudelange-Ville
  - Dudelange-Centre
  - Dudelange-Usines
  - Volmerange-les-Mines (Franciaország)
- Noertzange
  - Kayl
  - Tétange
  - Rumelange
- Schifflange
- Esch-sur-Alzette
  - Audun-le-Tiche (Franciaország)
- Belval-Usine
- Belval-Rédange
- Belvaux-Soleuvre
- Oberkorn
- Differdange
- Niedercorn

### Line 70
- Luxembourg
- Hollerich
- Leudelange
- Dippach-Reckange
- Schouweiler
- Bascharage-Sanem
- Pétange
- Lamadeleine
- Rodange
  - Athus (Belgium)
- Longwy (Franciaország)
- Longuyon (Franciaország)

### Line 80
- Rodange
  - Virton (Belgium)
- Athus (Belgium)
- Arlon (Belgium)

## Biztosítóberendezések
Az Alstom által gyártott, L2-es szintű vonatbefolyásoló (ERTMS) rendszerrel szereli fel teljes flottáját a Luxemburgi Vasúttársaság. A társaság ezzel a korábban felszerelt 68 vontatójárműve után fennmaradó 19 mozdonyát és 22 emeletes villamos motorvonatát is Alstom ERTMS vonatbefolyásoló rendszerrel látja el. A beruházás összértéke a mostani 13 millió euróval meghaladja a 30 millió eurót.